# Млиник (Вармінсько-Мазурське воєводство)
Млиник (пол. Młynik, нім. Lasken) — село в Польщі, у гміні Сорквіти Мронґовського повіту Вармінсько-Мазурського воєводства.
У 1975-1998 роках село належало до Ольштинського воєводства.